# Petites Luxures
Petites Luxures, pseudonyme de Simon Frankart, est un graphiste et dessinateur français, né à Reims le 4 mai 1980, connu pour ses dessins au trait noir, suggestifs, érotiques et humoristiques avec leurs titres en forme de jeux de mots.

## Biographie
En 1999, Simon Frankart s'installe à Paris dans une chambre de bonne, pour ses études d'arts appliqués. Après ses études, il exerce pendant 17 ans comme graphiste puis directeur artistique dans la communication digitale et la publicité. En 2003, il rencontre sa future épouse et la mère de ses filles, qui est aussi sa muse.
Il lance le projet Petites Luxures en 2014 sur Instagram, pour arrêter de poster sur son compte personnel ses dessins minimalistes réalisés à l'encre de Chine. « Avec une volonté de garder un trait simple, presque minimal, et une sincérité toujours plus importante que la technicité de ses dessins parfois presque naïfs, il tente d'apporter une touche de fraîcheur, d'humour et de légèreté à l'érotisme pour le faire sortir de ses canaux de diffusion habituels ».
Son travail gagne progressivement en popularité grâce aux réseaux sociaux, où il réunit 1,4 million de followers en 2021.
En 2019, il organise sa première exposition solo à New York et sort son premier livre, Histoires intimes, chez Hoëbeke.
Depuis, il expose ses œuvres dans des galeries d'art à New York, San Francisco, Rome, Berlin, Los Angeles, Lille, Marseille... Il est publié dans des magazines comme Vanity Fair ou Playboy USA.
Petites Luxures a collaboré avec plusieurs marques pour créer des skateboards, de la lingerie, des céramiques, des sneakers...
Après Histoires intime, l'artiste a écrit plusieurs autres livres : Diascope, Lettre aimée et Couleurs primitives avec Jeanne Cheral traduit en plusieurs langues ce qui explique sa popularité internationale.
En 2022, la sexologue Romy Siegrist et l'illustrateur Simon Frankart s'associent pour réaliser une article sur le sexe paraissant chaque semaine dans la revue suisse Femina.

## Publications

### Auteur-illustrateur unique
- Histoires intimes. Paris : Hoëbeke, 10/2019, 105 p.  (ISBN 978-2-84230-760-8)
- Le Diascope. Paris : Hoëbeke, 10/2020, 52 p.  (ISBN 978-2-07-290290-1). NB : le bandeau mentionne "25 scènes érotico-poétiques délicatement dévoilées par Petites luxures". Les pages sont constituées de feuillets doubles pliés illustrés au recto et au verso.
- Lettre aimée. Paris : Hoëbeke, 11/2021, 104 p.  (ISBN 978-2-07-295810-6)
- En premier lieu. Paris : Hoëbeke, 03/2024, 108 p.  (ISBN 978-2-07-305985-7)
- Petites Luxures à colorier : cahier de coloriages pour adultes. Genève : Jouvence, 02/2025, 112 p.  (ISBN 978-2-88953-963-5)
- Petites Luxures 10 ans. Paris : In Fine éditions d’art, 05/2025, 304 p.  (ISBN 978-2-38203-230-5). NB : Art Book publié à l'occasion des 10 ans de Petites Luxures[13]. Couverture en velours rouge avec un marquage doré.

### Œuvres de collaboration
- Couleurs primitives : un nuancier érotique / textes Jeanne Cherhal. Paris : Gründ, 09/2022, 144 p.  (ISBN 978-2-324-03174-8). Rééd. Points, coll. "Le Goût des mots", 11/2023, 160p. (ISBN 9782757898222)
- Les Contes bleu nuit / textes Alexis Himeros. Paris : Michel Lafon, 09/2024, 239 p.  (ISBN 978-2-7499-5750-0)
- Cul.tivez-vous : encyclopédie de l'intime / Edwige Fleury (Wicul). Paris : Albin Michel, 02/2025, 304 p.  (ISBN 978-2-226-49951-6)

### Illustrations de couverture
- Morgane Ortin, Amours solitaires. Paris : Albin Michel, coll. "#AM" 10/2018, 290 p.  (ISBN 978-2-226-43921-5). Rééd. J'ai lu n° 12679, 06/2020, 307 p.  (ISBN 978-2-290-21218-9)
- Morgane Ortin, Amours solitaires (Vol. 2) : Une petite éternité. Paris : J'ai lu n° 13007, 02/2021, 251 p.  (ISBN 978-2-290-21218-9)

## Expositions
- 2019 : « Petites Luxures in Big Apple », première exposition solo à la galerie Hashimoto Contemporary à New-York
- 2019 : Première exposition solo en France, à la galerie Acid gallery de Lille
- 2020 : « Petites Luxures coming to SF », exposition solo à la galerie Spoke Art à San Francisco
- 2021 : « Cinéma d'Art et des Fesses », trente œuvres inspirées des maîtres du cinéma érotique italien, Galerie Nero, à Rome[3].
- 2021 : « French Fruits », exposition solo à la galerie Spoke Art à San Francisco
- 2021 : exposition solo dans l'hôtel La Signoria, en Corse
- 2022 : exposition solo à la galerie The Woods à Paris
- 2023 : « Petites Luxures in NYC » exposition solo à la galerie Harmann Projects à New-York
- 2023 : « L'atour est frêle », exposition solo à la galerie Un Jour Une Illustration à Paris
- 2023 : performance dessinée et exposition inédite dédiée aux expressions marseillaises[2], à la Galerie Alexis Pentcheff à Marseille.
- 2024 : « Horny Melodies », exposition solo à la galerie Nero Gallery à Rome.
- 2024 : « Petites Luxures in LA », exposition solo à la galerie UHF gallery à Venice Beach, Los Angeles.